# 노키아 루미아 아이콘
노키아 루미아 아이콘(Nokia Lumia Icon, 원래 이름: Lumia 929)은 마이크로소프트의 윈도우 8.1 운영 체제를 구동하는, 노키아가 개발한 하이엔드 스마트폰이다. 2014년 2월 12일 발표되었으며 2014년 2월 20일 미국에서 버라이즌 와이어리스를 통해 출시되었다. 현재 버라이즌과 미국 시장에서만 판매되며, 국제판은 노키아 루미아 930이다.
2015년 2월 11일, 버라이즌은 아이콘을 위한 윈도우 폰 8.1 운영 체제와 마이크로소프트 루미아 펌웨어 업데이트를 출시했다. 2016년 6월 23일, 버라이즌은 아이콘을 위한 윈도우 10 모바일 운영 체제 업데이트를 출시했다.

## 같이 보기
- 마이크로소프트 루미아
- 노키아 루미아 1520
- 노키아 루미아 930